# Plecia xyele
Plecia xyele är en tvåvingeart som beskrevs av Fitzgerald 1998. Plecia xyele ingår i släktet Plecia och familjen hårmyggor. Inga underarter finns listade i Catalogue of Life.